# 爛番茄
爛番茄（英語：Rotten Tomatoes）是一個美国电影和电视评论線上彙整网站。该网站于1998年8月由杨生（Senh Duong）、帕特里克·李（Patrick Y. Lee）和史蒂芬·王（Stephen Wang）等加州大学伯克利分校三名大學生创办。虽然“烂番茄”这个名称与观众在反对糟糕的舞台表演时扔烂番茄的做法有关，但最初的灵感却来自1992年上映的加拿大电影《莱奥洛》（Léolo）中一个以番茄为主题的场景。

## 历史
自2010年1月起，烂番茄归属于弗利克斯特（Flixster），而它又在2011年被华纳兄弟收购。2016年2月，烂番茄及其母网站弗利克斯特被出售给康卡斯特旗下的Fandango传媒。华纳兄弟保留了合并后实体的少数股权，包括Fandango传媒。
爛番茄的工作人員會搜尋各業餘或專業網站上刊載的特定電影或遊戲評論，搜尋並整理資料後，工作人員会使用聚合数据（aggregate data）來決定評論是正面（「新鮮」，以一個鮮紅的番茄作為標記）或負面（「腐爛」，以一個綠色被砸爛的番茄作為標記）。評比的電影不限於院線放映和電視播映，其他串流媒體如Netflix、Hulu、HBO Max、Amazon Prime Video、Disney+、Apple TV+的電影和戲劇影集也被納入評論的對象。
網站會追蹤所有的評論內容（一些主要的大型電影約能達到250篇）以及正面評價的比例。評論以60％為標準，若正面的評論超過60%以上，該部作品將會被認為是「新鮮」。反之，當該作品正面評價低於60%，則該作品會被標示為「腐爛」。此外，知名的影評人如羅傑·艾伯特、狄森·湯瑪森（Desson Thomson）和史帝芬·杭特（Stephen Hunter，華盛頓郵報）等人會被列在網頁上一個名為“精华荟萃（Top Critics）”的專區，將他們的影評獨立呈現，同時也依然將這些知名作者的影評列入電影的整體評分計算中。
許多想看電影的民眾都會參考這個網站，例如蘋果iTunes Store和Google Play 電影也會加以連結評價，以便民眾參考。

## 評分

### 專業評分
| 標誌 | 評價          | 評分    | 備註 |
| ---- | ------------- | ------- | --- |
|      | 認證新鮮 （Certified Fresh） | 70–100% | - 穩定的正面影評超過或等於75%。獲得「認證新鮮」標識的項目，評分下降低於70%後失去標識 - 對於電影，大範圍公映需獲得不少於80篇影評，小規模有限區域上映需獲得不少於40篇影評，其中均需包括至少5篇出自頂級影評人的影評 - 對於影集，以獨立播出季為評價項目，每季不少於20篇影評 |
|      | 新鮮（Fresh）      | 60–69%  | - 電影或影集的正面影評介於60-69%之間，未達到「認證新鮮」的標準 |
|      | 腐爛（Rotten）      | 0–59%   | - 電影或影集的正面影評低於60% |

爛番茄的專業影評同樣存在數字評分制度，網站影評者可從0至10分給予電影評比分數。平均分數以（平均分數）/（滿分10分）的格式呈現。也會依據評論者在原影評文章的評分進行轉換。
每條專業影評者的評論，除了會顯示給予該影視作品「新鮮」或「腐爛」的評價、針對作品的關鍵短評、提供完整的影評文章連結網址以外，若有在原影評寫出給予作品的評分與評分標準，則會同時顯示出來，常見原影評顯示的評分標準有4星制、5星制、10分制、百分制，也有採用A+至F的評分。

### 金番茄獎
2000年起，爛番茄網站新設立「RT獎（Golden  Tomato Award）」系統，根據網站的評級系統評選站內年度最佳評論精選電影。該獎項後來被更名為「金番茄獎（Golden  Tomato Award）」，但沒有任何實質頒獎典禮。評級標準為依據專業影評給予該作品的「新鮮」度、加權平均分數、累積的專業影評數目，整理出同類型作品的排行榜。除了評選年度最佳電影以外，金番茄獎還會評選年度最佳系列作品，其中包含戲劇系列、卡通系列、紀錄片等。此外，也有影迷（劇迷）参与評選的粉絲最愛系列，範圍涵括電影、戲劇、最喜歡的男女演員，還有年度最活躍（不限於螢幕前或幕後）人士。
電影分為全國上映和有限上映類別。有限發行被定義為在最初發行時在 599 家或更少的影院上映；平台發行，即最初在 600 家影院下發行但後來獲得更廣泛發行的電影，也屬於此定義。任何在超過 600 家影院上映的電影都被視為全國上映。其中英國和澳大利亞的電影也有兩個類別，「用戶（User）」類別代表用戶中評分最高的電影，「發霉（Mouldy）」獎則代表年度最差電影。一部電影必須有40條（最初是20條）或更多的評分評論才能被考慮用於國內類別。它必須有 500 個或更多的用戶評分才能被算在於「用戶」類別。
電影還會根據電影類型進一步分類。除了非英語電影外，每部電影僅適用於一種類型，非英語電影則可以同時包含在其類型和相應的「外國電影」類別中。一旦一部電影被認為合乎資格，它的「票數」就會被計算在內。網站列表中的每個評論家都獲得一票（依據他們的評論決定），所有投票者的權重均等。由於評論是透過手動和其他方式不斷添加的，每年都會啟動新評論不計入金番茄獎的截止日期，通常是新年的第一天。沒有評分的評論則不計入金番茄獎的評比結果。
已知電影評選分為「最佳電影」、「最佳全國發行電影」、「最佳有限上映電影」、「最佳串流媒體電影」、「最佳外語電影」、「最佳導演處女作電影」、「最佳電視電影」，另設有西班牙語、英語、澳大利亞最佳電影的獎項。
依據電影類型，則分為「最佳動作冒險片」、「最佳動畫片」、「最佳漫畫電影」、「最佳紀錄片」、「最佳愛情片」、「最佳喜劇片」、「最佳劇情片」、「最佳兒童和家庭片」、「最佳音樂劇和音樂電影」、「最佳奇幻/科幻片」、「最佳恐怖片」、「最佳驚悚片」。

### 觀眾指數和觀眾影評
爛番茄除了提供專業影評者的評分，也設立能讓該網站登錄會員給予0至5星評分的制度。2019年5月，網站引進投票系統，讓網站會員和非會員使用者皆可針對影片進行投票評比，觀眾投票的評分指數以桶裝爆米花的圖案顯示，正面評價為主（好評度60%以上）的電影標誌是紅白相間的爆米花桶，負面評價居多（好評度低於60%）的電影標誌則是傾倒的綠白相間爆米花桶。使用者可在不參與投票的狀態發表影評，而該影評亦不會被計算於觀眾平均評分裡。

### 「What to Know」
增設「What to Know」項目前，爛番茄網站僅會在一定人數的專業影評者對指定電影提交影評後，顯示影評者對該電影的共識影評。2021年2月，爛番茄網站增加「What to Know」項目，可同時顯示專業影評者和觀眾對電影的概略評價。初期增設觀眾評語系統時，僅有較重要的觀眾和較新的電影能夠進行評比，其後發表時間較久的電影亦被納入評比範圍裡。

#### 「評論家共識」和「觀眾評語」
爛番茄網站列出的每部電影，都會顯示一段影評人針對該電影作出簡短的影評概略介紹，稱作「評論家共識」（英語：Critical Consensus）。這些簡介評語由爛番茄網站的長期駐站作者傑夫·吉列斯（英語：Jeff Giles）依照爛番茄網站影評人對指定電影的評比分數所撰寫。
2021年2月，爛番茄網站增設與「評論家共識」系統相仿的「觀眾評語（英語：Audience Says）」系統，提供給參與投票的使用者或網站會員遞交影評。在部落格備忘錄中，爛番茄工作人員註記每部被評比的電影，如果有像是爭議或問題這類影響電影的外來因素，他們便會增添進「觀眾評語」項目裡，確保提供使用者最貼切的資訊和作出觀影選擇。

### 年度100部最佳電影
爛番茄除了每年从該年度發行的電影中評選出站內最佳評論精選電影的「金番茄獎」以外，自1950年起，還設置、計算每年度特定電影總積分排行榜的「100部最佳電影（英語：Top 100）」。參與評比的影評家都會獲得權重相等的一票，被納入排行榜的電影必須有至少40條以上的評論，符合條件的電影根據其調整後的加權分數進行排名。

## 本地化版本
Fandango收購爛番茄後，該網站在英國、印度和澳大利亞的本地化版本已停止。然而該網站的墨西哥版本Tomatazos仍維持運作。

## API
爛番茄的API供對評論家和觀眾評分和評論的有限訪問，允許開發人員將爛番茄數據整合到其他網站上。2022年起，API 訪問權限僅限於必須通過申請流程的經批准的開發人員。

## 其他相關
爛番茄會公布最新電影、戲劇、電視節目的預告、影視新聞、電影和電視指南。在電影和電視指南與影視新聞裡，爛番茄會整理出年度最受期待電影，也會依據年分、類型、主題、相關導演和演員等條件，評選最佳和最差電影和戲劇名單。逢頒獎季時也會整理電影獲獎排行榜。
爛番茄還有附設的Podcast，針對特定導演、演員、影視進行專題評論。

## 現實影響
好萊塢的主要製片廠將該網站視為影響電影營銷的威脅，例如2017年的《加勒比海盜 神鬼奇航：死無對證》、《海灘救護隊》、《神鬼傳奇 (2017年電影)》等幾部大片預計將各別收穫 9000 萬美元、5000 萬美元和 4500 萬美元的首映票房，但最終僅獲得 6260 萬美元、2310 萬美元、 3160 萬美元的首映票房成績。這三部電影在爛番茄獲得的好評度分別是30%、19% 和 16%，被指責破壞了電影的應有票房營利。同年夏季上映的《神力女超人 (2017年電影)》、《蜘蛛人：返校日》等電影則在爛番茄獲得92%的好評度，獲得100多萬美元或超過預期的首映票房收入。
二十世紀影業有鑑於此，在 2015 年委託進行了一項名為「爛番茄與票房（英語：Rotten Tomatoes and Box Office）」的研究，這項研究表明網路與社交媒體的結合，將令電影業趨向日益艱難的處境。其他製片廠亦委託針對該主題進行多項研究，發現其中70%的人表示，如果爛番茄評分為 0%-25%，他們對觀賞該電影的興趣也會跟著降低，同時調查結果顯示該網站對25歲以下的年輕族群影響更加顯著。
爛番茄網站的評分分數，已經達到了電影公司發現具有威脅性的網路無處不在的水準。這些評分不但會定期發佈在Google搜索結果中，用於蒐索被審查的電影，還在 Fandango熱門的購票網站及其移動應用程序 Flixster 中佔據顯著位置，造成人們抱怨爛番茄給予電影負面的評比分數，損害了電影的表現。其他人則認為如果電影在爛番茄獲得不盡理想的評比，電影製作人和製片廠只能將責任歸咎於自己，原因是爛番茄只是反映影評人對電影的接受程度。美國媒體測量和分析公司「ComScore」的保羅·德加拉貝迪安（英語：Paul Dergarabedian）亦表達類似的言論，稱「電影工作室對抗『爛番茄效應』的最佳辦法，就是製作更出色的電影，簡單明瞭」。
某些製片廠曾建議禁止或取消上映前的影評試片，以應對電影上映前影響預售和首映週末數量的負評。2017年9月，索尼動畫製作索尼禁止評論家對《表情符號電影》進行評論，直至電影發行前的星期四中午為止。這部電影最終獲得了 9% 的收視率（包括前 25 條評論後的 0%），仍以2400萬美元的票房開拍，與預期持平。索尼影業全球營銷和發行總裁賈許·格林斯坦（英語：Josh Greenstein）說道：「《表情符號電影》是為 18 歲以下的人製作的......，所以我們想給這部電影提供最好的機會。還有哪部票房低於8%的大範圍發行的電影，已經在上映了獲得超過 2000 萬美元的票房？我想沒有。」。相反的，華納兄弟公司也沒有為電影《全家就是莊家》進行評論預演，直到它上映的那一天，電影的收視率才達到16%，但電影的開畫票房仍然只有870萬美元，同時是威爾·法洛的從影生涯裡最低的開映票房成績。這種行銷策略可能適得其反，並引起了諸如羅傑·埃伯特等有影響力的評論家的强烈反感。此外，由於這種營銷策略，扣留評論的本質可以從公眾那裡得出「電影的品質低劣」的早期結論。
2019年2月26日，針對諸如《驚奇隊長》、《STAR WARS：天行者的崛起》等多部電影的用戶評論被轟炸的問題，爛番茄宣布在電影公開發行之前，將不再接受用戶評論。該網站還宣布計劃引入一個「已驗證（Verified）」評論系統，並且將「想看」的統計資料改成用數字表示，這樣它就不會與觀眾分數混淆。

## 外界評價
爛番茄曾獲頒2020年度的人民之聲娛樂類網絡獎。仍不乏從影人員對其批評的意見。
2010年1月，紐約影評人協會成立75週年之際，時任主席艾蒙德·懷特（ArmondWhite）特別列舉爛番茄一般的電影評論聚合器，作為「互聯網對個人言論進行報復」的案例，艾蒙德稱這些媒體的運作方式是「將評論者推到一個網站上，並給離散的評論者分配虛假的熱情百分比」，並表示這類網站「提供共識，以替代評估」。導演兼製片人布萊特·拉特納批評爛番茄「將數百條從印刷品和在線資源中挑選出來的評論，縮減為大眾化的總分」，同時認為「這是當今電影文化中最糟糕的事情」。同樣提出指謫的作家麥克斯·蘭迪斯則在他參與編劇的電影《怪物》獲得爛番茄24%的好評度後，撰文稱爛番茄「將所有評論分解為『是』或『否』兩個字，以一種破壞性的任意方式將評論二元化」。
其他提出批評的人士尚有美國導演馬丁·史柯西斯、女演員梅莉·史翠普。馬丁在《好萊塢報導》撰寫的專欄文章批評「爛蕃茄和影院評分宣傳電影就像母親一樣，電影作品必須『立刻被喜歡』才能獲得成功」。梅莉·史翠普則在2015年宣傳電影《女權之聲：無懼年代》（爛番茄好評度73%）時指謫爛番茄不成比例地代表了男性影評人的觀點，導致兩性影評比例失衡，對女性主導電影的商業表現產生了不利影響，說道：「我向你保證，男人和女人不一樣，他們喜歡不同的東西。」、「有時他們喜歡同樣的東西，但有時他們的品味會有所不同。如果將爛番茄完全輕視為推動美國票房的一套品味，那是絕對的。」評論家們則對「某人的性別或種族背景會决定他們對藝術的反應」的觀點提出質疑。
2017年，爛番茄根據早期的評論，特意保留《正義聯盟》的評論家評分，直至該電影《觀賞或略過》（See It / Skip It）的集數在其發布前的星期四首映為止。一些評論家認為此舉是為了推廣這部網絡連續劇，也有評論認為此舉是出於華納兄弟的故意利益衝突，原因是華納兄弟對這部電影和爛番茄的所有權，以及當時對DC擴展宇宙電影系列的冷漠批評。2022年12月，《每日電訊報》的影評家羅比·柯林（英語：Robbie Collin）在個人推特引用爛番茄評論《阿凡達：水之道》的影評文章時，批評爛番茄的評分制度，稱「我知道爛番茄的存在主要是為了賣票，但他們的評論綜述總體而言掩蓋了一個事實，即五分之一的評論家在他們自己的匯總頁面上，沒有給這部電影評分，顯然，我們是少數——就目前而言！但是假裝替代觀點不存在很奇怪。」。
除了影評家評分機制以外，當電影出現兩極分化的評價時，爛番茄的觀眾評分與影評人的評分差距，還有爛番茄網站針對防範評論轟炸評分的措施，也是媒體時常議論的焦點，例如《小美人魚 (2023年電影)》在2023年5月上映後，爛蕃茄的評論家給予該片的好評度為67%（頂級評論家的好評度為47%），共計有超過2500名觀眾給予該片95%好評度，但是該網站包含未認證觀眾在內，共計超過10000名觀眾給予該片的好評度為52%，《Forbes》的影評家艾瑞克·凱文（英語：Eric Kain）撰文評論道：「《小美人魚》的爛番茄用戶評論有些可疑。考慮到文化戰爭的正常運作方式，我完全希望這部電影在評論家中的表現要好於在觀眾中的表現。我覺得這部電影在觀眾中的得分比在評論家中的得分高得多，這完全是荒謬的。與普通影迷相比，影評人雖然在政治上並不完全一致，但作為一個群體，他們更有可能同情社會正義政治，並且對對心愛的經典電影所做的改變反應較少。我希望這部電影有廣泛的負面和正面評論，並且得分與評論家得分相差無幾。我知道爛番茄正在認真對待用戶評論的節制，並試圖防止評論轟炸，但這些分數似乎被誇大了，超出了一部受到評論家如此冷淡待遇的電影的現實可能性。」。

## 爭議事件
2023年9月，《Vulture》報導道，電影公關公司曾試圖使用手段來讓旗下電影獲得更好評價。例如2018年公關公司Bunker 15操作了改編自莎士比亞作品的電影《Ophelia》的評價，初上映時電影在爛番茄網站上僅獲得40%的差評，但Bunker 15就以50美元邀請一些影評人來寫好電影，令電影提高至62%。改公關公司的操作手法，引起爛番茄網站的注意，隨即將所牽涉的評論下架，並針對個別影評人作出警告，表示站方相當認真看待分數的公信力，絕不容許任何操弄行為。事件發生後，在電影業界造成爭議，更出現質疑爛番茄公正度的評論與批判。

## 外部連結
- RottenTomatoes.com （页面存档备份，存于）（英文）
- 爛番茄的X（前Twitter）（英文）
- 爛番茄的Facebook專頁（英文）
- YouTube上的爛番茄頻道（英文）
- 爛番茄的Tumblr（英文）